# Byczeń

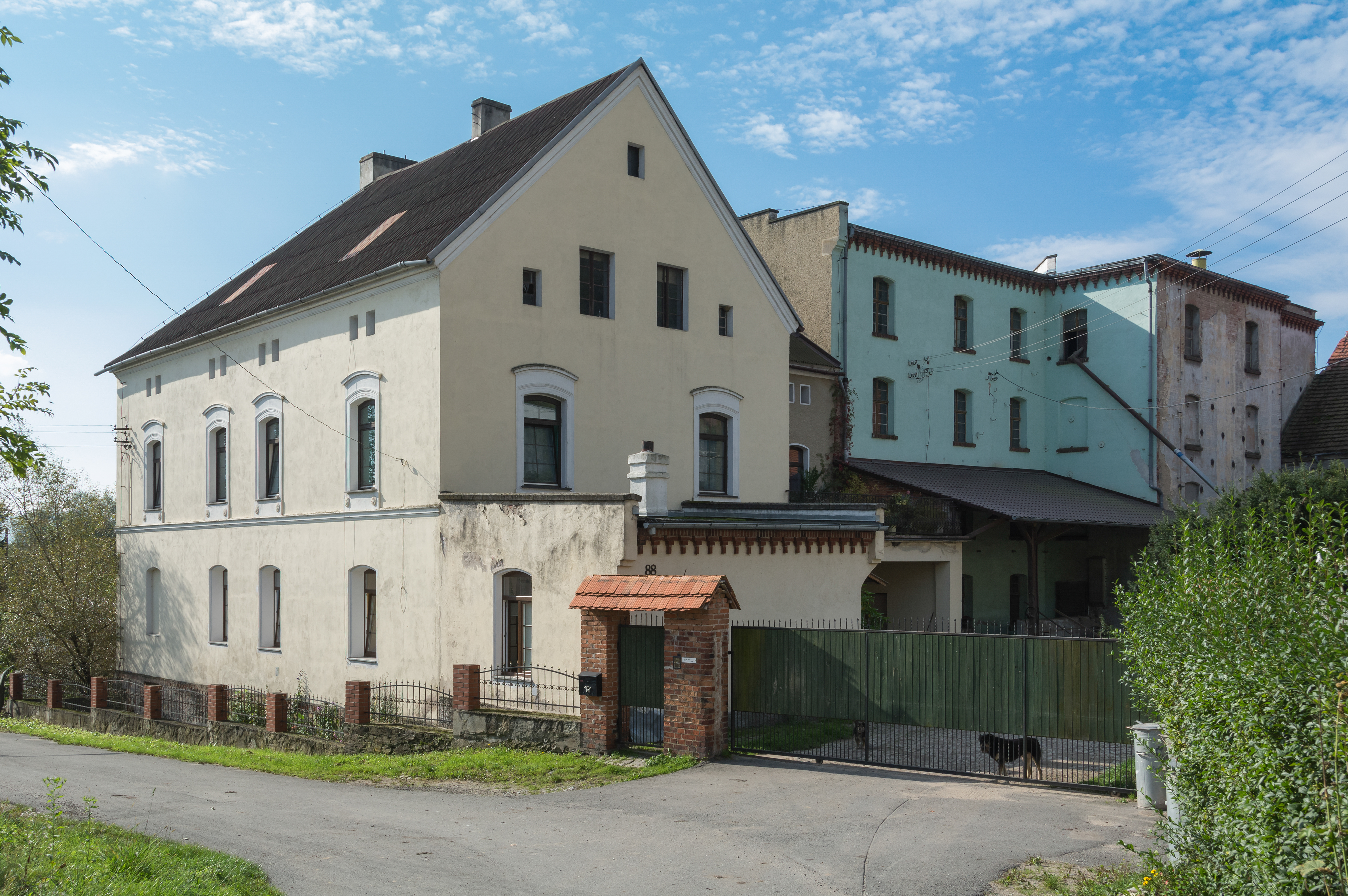
Zespół młyna wodnego w Byczeniu

Byczeń (niem. Baitzen) – wieś w Polsce, położona w województwie dolnośląskim, w powiecie ząbkowickim, w gminie Kamieniec Ząbkowicki.
| SIMC       | Nazwa       | Rodzaj    |
| ---------- | ----------- | --------- |
| nie nadano | Duży Byczeń | część wsi |
| nie nadano | Mały Byczeń | część wsi |

## Nazwa
Niemiecki nauczyciel Heinrich Adamy swoim dziele o nazwach miejscowości na Śląsku wydanym w 1888 roku we Wrocławiu wymienia nazwę Baitzen oraz słowiańską Bycen. Obie nazwy zawiązują do byka – samca krowy.
12 listopada 1946 nadano miejscowości polską nazwę Byczeń.

## Historia
We wsi istniał średniowieczny gródek, stanowiący centrum posiadłości obejmującej okoliczne wsie, należący do jednej z gałęzi znanej śląskiej rodziny szlacheckiej Pogorzelów. Pierwsza wzmianka o wsi pochodzi z 1183 r. W XIII i XIV w. była posiadłością rycerską. W 1346 wieś stała się własnością cysterską, aż do czasów sekularyzacji w 1810 roku. Kościół we wsi, który był wymieniany już w 1283, został objęty przez zakonników. W 1393 wymienia się pierwszego sołtysa dziedzicznego, w 1397 karczmę. Wieś została zniszczona podczas najazdu husytów w 1427 oraz podczas wojny trzydziestoletniej. W 1765 we wsi mieszkało 13 kmieci, 19 zagrodników, 28 chałupników i 6 rzemieślników.
W latach 1954–1968 w granicach osiedla Kamieniec Ząbkowicki.
W latach 1975–1998 miejscowość należała administracyjnie do województwa wałbrzyskiego.
W miejscowości był przystanek kolejowy Byczeń.

## Demografia
16 czerwca 1933 r. w miejscowości mieszkały 643 osoby, a 17 maja 1939 r. – 581 osób. W 2009 r. było ich 425, a w roku 2011 liczba mieszkańców spadła do 403.

## Zabytki
Do rejestru zabytków Narodowego Instytutu Dziedzictwa wpisane są:
- kościół parafialny pw. św. Marcina z XVIII wieku
- plebania, obecnie dom mieszkalny nr 18
- zespół młyna wodnego (nr 88) z lat 1899–1939:
  - młyn
  - budynek mieszkalno-administracyjny
  - siłownia
  - tartak
  - obora
  - stodoła.